# Tetraplaria immersa
Tetraplaria immersa är en mossdjursart som först beskrevs av William Aitcheson Haswell 1881.  Tetraplaria immersa ingår i släktet Tetraplaria och familjen Tetraplariidae. Inga underarter finns listade i Catalogue of Life.